# Stephen Taylor (Schauspieler)
Stephen Monroe Taylor ist ein US-amerikanischer Schauspieler.

## Leben
Taylor hatte seinen Auftritt beim Fernsehen in der US-amerikanischen Serie American Dreams als Timothy Clovis, diese Rolle verkörperte er in fünf Folgen. Anschließend spielte er den Charakter Wayne „Danger“ Riggs in der Krimiserie Crossing Jordan für zwei Folgen. In der Actionkomödie In der Hitze von L.A. erhielt er die Nebenrolle des Noel. Im Jahr darauf hatte er einen Gastauftritt als Ulney in der Krankenhausserie Emergency Room. Im Jahr 2007 spielte er in der Komödie Mr. Woodcock, mit Billy Bob Thornton und Seann William Scott in den Hauptrollen, mit. Als Matrose sah man Taylor in Der seltsame Fall des Benjamin Button, wobei Brad Pitt in der Hauptrolle des jünger werdenden Benjamin Button verkörperte. Anschließend folgten Auftritte in Serien wie Heroes (Folge Chapter Seventeen The Wall) und Bones – Die Knochenjägerin (Folge The Predator in the Pool). Im Thriller Unstoppable mit Denzel Washington und Chris Pine sieht man ihn als Trucker. 2011 spielte Taylor in dem Horrorfilm Hyenas die Rolle des Danny, in dem Drama Wasser für die Elefanten, einer Romanverfilmung mit Reese Witherspoon, erhielt er die Nebenrolle des Wade. Im selben Jahr sah man in als Postangestellten in dem Science-Fiction-Spielfilm Transformers 3 und in der CSI: Miami-Folge Blown Away. Im Jahr 2012 erhielt er in der Serie True Blood eine Rolle als Sträfling. Von 2012 bis 2014 spielte Taylor in der Sitcom Anger Management die wiederkehrende Rolle des Wayne.
Stephen Taylor ist seit dem 26. Mai 2006 mit Ashley Taylor verheiratet.

## Filmografie
- 2003–2004: American Dreams (Fernsehserie, fünf Folgen)
- 2005: Crossing Jordan – Pathologin mit Profil (Fernsehserie, zwei Folgen)
- 2005: In der Hitze von L.A. (Hot Tamale)
- 2006: Emergency Room – Die Notaufnahme (ER, Folge The Gallant Hero & the Tragic Victor)
- 2007: Mr. Woodcock
- 2008: Der seltsame Fall des Benjamin Button (The Curious Case of Benjamin Button)
- 2010: Heroes (Folge Chapter Seventeen The Wall)
- 2010: Bones – Die Knochenjägerin (Bones, Folge The Predator in the Pool)
- 2010: Unstoppable – Außer Kontrolle (Unstoppable)
- 2011: Hyenas
- 2011: Wasser für die Elefanten (Water for Elephants)
- 2011: Transformers 3 (Transformers: Dark of the Moon)
- 2011: CSI: Miami (Folge Blown Away)
- 2012: True Blood (Folgen Hopeless und Let’s Boot and Rally)
- 2012–2014: Anger Management (Fernsehserie, 35 Folgen)
- 2015: Criminal Minds (Folge Outlaw)
- 2018: Chicago P.D. (Folge S6/E9)